# Фишерова пројекција
Фишерова пројекција у хемији (посебно органској хемији и биохемији) је дводимензионо представљање тродимензионих органских молекула, путем пројекције. Све везе се приказују као хоризонталне или вертикалне линије. Угљеникови ланци се цртају вертикално, а угљеникови атоми се налазе на пресецима линија. Оријентација угљениковог ланца је таква да се C1 угљеник налази на врху.
У Фишеровој пројекцији, све хоризонталне везе се пројектују напред (испред папира или екрана). Стога се Фишерова пројекција не може ротирати за (2n+1)×90° у равни папира или екрана, јер се међусобна оријентација веза може променити, претворивши молекул у свој енантиомер.
Фишерове пројекције се најчешће користе у биохемији за представљање моносахарида, али се такође могу користити за амино-киселине или друге органске молекуле. Како Фишерове пројекције представљају просторну конформацију (тродимензиону структуру) молекула, веома су погодне за разликовање енантиомера оптички активних једињења. Дакле, код Фишерових стереоформула, молекул се посматра под углом који је за цртача најпогоднији. Ова пројекција даје податке о просторном распореду супституената око једног асиметричног C атома. Рачунски приступ одређивању хиралности молекула базиран на израчунавању знака детерминанте су развили Циеплак и Вишњевски.
Фишерову пројекцију је развио немачки хемичар Емил Фишер, који је добио Нобелову награду за рад управо везан за угљене хидрате.